# تپه کرکی
تپه کرکی در شهرستان زهک، بخش مرکزی، شمال شرقی روستای بزی شهرکی واقع شده و این اثر در تاریخ ۲۶ اسفند ۱۳۸۷ با شمارهٔ ثبت ۲۵۹۱۱ به‌عنوان یکی از آثار ملی ایران به ثبت رسیده است.